# Гален
Аелије Гален или Клаудије Гален (грч. Κλαύδιος Γαληνός; септембар 129 – око 200 / око 216), чешто англицизмички Гален или познатији као Гален из Пергама, био је познати грчки лекар и филозоф у римском царству.  Један је од најуспешнијих медицинских истраживача из антике, који је утицао на развој различитих научних дисциплина, укључујући анатомију, физиологију, патологију, фармакологију и неурологију, као и филозофију и логику.
На Галеново разумевање анатомије и медицине примарно је утицала тадашња теорија хумора (познатог и као четири хумора – црни жуч, жути жуч, крв и флегм), као што су напредовали стари грчки лекари попут Хипократа. Његове теорије су имале велики утицај на западну медицину више од 1.300 година. Галенов опис анатомске грађе заснивао се на сецирању мајмуна, а посебно берберских макака и свиња, јер сецирање људи није било допуштено у његово доба. Ипак, нико га није надмашило све до штампаних описа и илустрација људске анатомије које је направио Андреас Везалијус у свом делу De humani corporis fabrica у 1543, где је Галенова физиолошка теорија примењена на ова нова опажања. Галенова теорија физиологије циркулативног система остала је неоспорна до 1221. године, када је Ибн ал-Нафис објавио своју енциклопедију медицине под називом As-Shamil fi Tibb, у којој је пријавио откриће плућне циркулације.
Гален је себе видео као лекара и филозофа, како је написао у његовом делу под насловом Најбољи лекар је такође и филозоф. Гален је био веома заинтересован за дебату између рационалистичких и емпирицистичких медицинских секти, и његова примена непосредног посматрања, сецирања и вивисекције у обуци студената сматра се комбинацијом различитих приступа. Због тога се његово објашњење појма болести назива синтетичка концепција болести. Многа од његових дела су сачувани и / или преведена са оригиналног грчког језика, мада су многа уништена и нека која му се приписују сматрају се лажним. Иако постоји дебата о датуму његове смрти, он није био млађи од седамдесет година када је умро.
У средњовековној Европи Галенове списе о анатомији постале су носилац универзитетског курикулума средњовековног лекара, али због пропасти Западног римског царства они су веома претрпели застој и интелектуалну стагнацију. Међутим, у Источном римском царству и Абасидском калифату наставили су да се проучавају и прате. Неке Галенове замисли нису биле су тачне: он није сецирао људско тело.</ref> Грчки и римски табуи значили су да је сецирање обично забрањени у старим временима, али се у средњем веку то променило: медицински наставници и ученици у Болоњи су почели да сецирају људска тела, а Мондино де Лузи (око 1275–1326) је направила први познати уџбеник анатомије заснован на људском сецирању.
Галенов опис рада срца, артерија и вена одржао се све до 1628, када је Вилијам Харви описао крвоток са срцем као погонском пумпом. Гален је извршио бројне експерименте са подвезивањем живаца како би поткрепио теорију, која важи и данас, да мозак управља свим покретима мишића преко централног и периферног нервног система.
Галенови оригинални грчки текстови су у раном модерном периоду постали обновљени. Током 1530-их белгијски анатомист и лекар Андреас Везалијус преузео је пројекат да преведе Галенове грчке текстове на латински. Најславније дело Везалијуса, De humani corporis fabrica, био је под великим утицајем Галенског писма и облика.

## Младост 129–161.
Галеново име Γαληνός, Galēnos потиче од придева γαληνός — „мирно”.
Детињство и младост Гален описује у делу „О осећањима ума”. Рођен је у септембру 129; његов отац, Аелиус Никон, био је имућан племић, архитекта и градитељ, са еклектичним интересима, укључујући филозофију, математику, логику, астрономију, пољопривреду и књижевност. Гален описује свог оца као „врло друштвеног, праведног, доброг и благонаклоног човека”. У то време Пергам (савремена Бергама, Турска) био је главни културни и интелектуални центар, који је забележен по својој библиотеци (друга библиотека је у Александрији), који је привукао филозофе Стоика и Платона, којима је Гален био изложен у 14 години. Његове студије су приказале сваки од главних филозофских система тог времена, укључујући Аристотелски и Епикурејски. Његов отац је планирао традиционалну каријеру за Галена у филозофији или политици и водио је рачуна да га изложи књижевним и филозофским утицајима. Међутим, Гален наводи да је око 145. године његов отац имао сан у коме се појавио бог Асклепије и наредио Никону да пошаље свог сина на студије медицине. Након његовог ранијег либералног образовања, у 16 часова почео је студије у престижном локалном светилишту или Асклепијеуму посвећеном Асклепију, богу медицине, као θεραπευτής (терапеути или послужитељ) током четири године. Тамо је дошао утицајем људи налик Ешрион Пергамона, Стратоникуса и Сатируса. Асклепијеа је функционисала као бања или санитарија на коју би болесни дошли да траже услуге свештенства. Римљани су често посећивали храм у Пергаму у потрази за медицинском помоћу од болести и обољења. То је био и прогон познатих особа као што је Клаудиус Чаракс (историчар), Аелиус Аристида (говорник), Полемон и Каспиус Рафинус Конзул.

## Теорија хумора
Теорија хумора се заснива на четири елемента, ватра, вода, земља и ваздух. Квалитети ова четири елемента се препознају у хуморима, који утичу на функционисање тела. Они такође утичу на емоције и понашање и због тога се зову темпераменти. Проблеми са темпераментом су изазвани имбалансом хумора, односно течности. Према овој теорији, решење за то јесте повратак баланса течности.
Римски филозоф и лекар Клаудије Гален формирао је концепт типова личности које се базира на античкој грчкој теорији хумора, која је покушала да објасни како функционише људско тело. Корени ове теорије се могу пронаћи још код Емпедокла, грчког филозофа који је сугерисао да различити квалитети четири основна елемента попут земље (хладне и суве), ваздуха (топлог и влажног), ватре (топле и суве) и воде (хладне и влажне) би могло да објасни постојање свих супстанци. Хипократ, "отац медицине", је створио медицински модел створен на основу ових елемената, додајући њихове квалитете унутар тела.
Течности се зову хумори од латинске речи umor што означава телесну течност. Двеста година касније, Гален је проширио теорију хумора у личност; видео је директну везу између нивоа хумора у телу и емоционалне и понашајне инклинације, или темперамента. Галенова четири темперамента јесу: сангвиник, флегматик, колерик и меланхолик, и они су настали на основу баланса хумора у телу.
Ако се један од хумора развије прекомерно, одговарајући тип личности ће доминирати. Сангвиник има превише крви у себи и он је срдачна, весела и оптимистична особа, али може бити и себичан. Флегматична особа има вишак слузи, мирна је, љубазна, хладна и рационална, а може бити и спора и стидљива. Колерик има ватрену личност, пати од вишка слузи из жуте жучи. Меланхолични тип пати од црне жучи, препознат је по уметничком и песничком таленту, који су врло често праћени тугом и страхом.

### Неумереност хумора
Према Галену, неки људи се рађају предиспонирани за одређене темпераменте. Међутим, будући да су темпераментни проблеми узроковани неравнотежом хумора, тврдио је да се могу излечити исхраном и вежбом. У екстремнијим случајевима, лекови могу укључивати чишћење и пуштање крви. На пример, особа која се понаша себично је превише оптимистична и има превише крви; ово се отклања смањењем меса или малим резовима у венама ради испуштања крви. Галенове доктрине доминирале су медицином све до ренесансе, када су почеле да опадају у светлу бољег истраживања. Године 1543. лекар Андреас Везалијус  (1514–1564), који је радио у Италији, открио је више од 200 грешака у Галеновим описима анатомије, али иако су Галенове медицинске идеје биле дискредитоване, касније је утицао на психологе из 20. века. Ханс Ајзенк је 1947. закључио да је темперамент биолошки заснован и приметио је да су две особине личности које је идентификовао - неуротицизам и екстраверзија - понављале древне темпераменте. Иако хумор није више део психологије, Галенова идеја да су многе физичке и менталне болести повезане чини основу неких модерних терапија.

### Примарни извори
- Brock, Arthur John (1929). Greek Medicine, Being Extracts Illustrative of Medical Writers from Hippocrates to Galen. London: Dent.
- Galen (1991). On the therapeutic method. R.J. Hankinson, trans. Oxford: Clarendon Press. ISBN 978-0-19-824494-3.
- Walzer, Richard (1949). Galen on Jews and Christians. London: Oxford University Press.

### Чланци
- Drizis, Theodore J. (2008). „Medical ethics in a writing of Galen”. Acta Med Hist Adriat. 6 (2): 333—336. PMID 20102254. Приступљено 7. 8. 2010.